# نيلس اولسون
نيلس اولسون (بالسويدية: Nils Olsson)‏ هو مهندس معماري سويدي، ولد في 10 مارس 1891، وتوفي في 21 سبتمبر 1951.

## وصلات خارجية
- نيلس اولسون على موقع أوليمبيديا (الإنجليزية)